# Rogów (Chrustowice)
Rogów – część wsi Chrustowice  w Polsce położona w województwie świętokrzyskim, w powiecie kazimierskim, w gminie Opatowiec
.
W latach 1975–1998 Rogów administracyjnie należał do województwa kieleckiego.